# 聖格雷戈里奧德尼瓜
聖格雷戈里奧德尼瓜（西班牙語：San Gregorio de Nigua），是多明尼加共和國的城鎮，位於該國南部，由聖克里斯多堡省負責管轄，面積48.76平方公里，2012年人口40,589，人口密度每平方公里830人。